# Margitliget szirttetői-barlang
A Margitliget szirttetői-barlang a Duna–Ipoly Nemzeti Park területén lévő Pilis hegységben, az Oszolyon található egyik barlang.

## Leírás
A Csobánka szélén elhelyezkedő két bejáratú barlang felső bejárata az Oszoly sziklafaltól É-ra lévő utolsó nagy sziklaborda legmagasabb pontján található. A felső bejárat alatt kb. 3 m-re van az alsó bejárat, amely a csúcs alól is elérhető könnyű mászással. A barlang két tekintélyes méretű bejárata miatt nincs szükség lámpára sem a barlang megtekintéséhez. A száraz és képződménymentes barlang 7 m hosszú és 4,5 m függőleges kiterjedésű. A két bejárat közötti átmenőtúrához szükséges kötélbiztosítást alkalmazni, de a barlang bejárása nélkül is érdemes felkeresni, mert a látványos bejárat mellől, a sziklaszirt tetejéről nem mindennapi a kilátás.
Előfordul az irodalomban Margit-ligeti-Szirttetői-barlang (Kraus 1997) néven is.

## Kutatástörténet
Az 1967-ben napvilágot látott Pilis útikalauz című könyvben meg van említve, hogy az Oszoly Csobánkára néző, Ny-i oldalán, az erdővel körülvett mészkősziklák között több jelentéktelen üreg található.
Az 1974-ben megjelent Pilis útikalauz című könyvben, a Pilis hegység és a Visegrádi-hegység barlangjainak jegyzékében (19–20. old.) meg van említve, hogy a Pilis hegység és a Visegrádi-hegység barlangjai között vannak az Oszoly barlangjai. A Pilis hegység barlangjait leíró rész szerint a Csobánka felett emelkedő Oszoly sziklái között másféltucat kis barlang van. Ezeket a Szpeleológia Barlangkutató Csoport térképezte fel és kutatta át rendszeresen. E kis barlangok többsége nem nagyon látványos, de meg kell említeni őket, mert a turisták, különösen a sziklamászók által rendszeresen felkeresett Oszoly sziklafalaiban, valamint azok közelében némelyikük kitűnő bivakolási lehetőséget nyújt.
Az 1991-ben megjelent útikalauzban meg van ismételve az 1974-es útikalauzban lévő leírás, amely az Oszoly barlangjait általánosan ismerteti. Az 1996. évi barlangnapi túrakalauzban meg van ismételve az 1991-ben kiadott útikalauzban található leírás, amely az Oszoly barlangjait általánosan ismerteti. 1997. május 28-án Regős József mérte fel és a felmérés alapján 1997. május 31-én Kraus Sándor rajzolt 1:50 méretarányú alaprajz térképet hosszmetszettel.
1997. május 31-én Kraus Sándor rajzolt helyszínrajzot, amelyen a Margit-ligeti-szirt barlangjainak földrajzi elhelyezkedése van ábrázolva. A helyszínrajz egy 1997. május 29-ei bejáráson alapul. A helyszínrajzon látható a Szirttetői névvel jelölt barlang földrajzi elhelyezkedése. Kraus Sándor 1997. évi beszámolójában az olvasható, hogy az 1997 előtt ismeretlen barlangnak 1997-ben készült el a térképe. A jelentésbe bekerült az 1997-es helyszínrajz. A 2005-ben megjelent Magyar hegyisport és turista enciklopédia című könyvben meg van említve, hogy az Oszoly erdejében elszórtan sziklatömbök és kis barlangnyílások váltogatják egymást.